# Borough Market

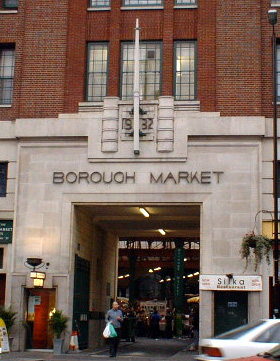
Entrata del Borough Market

Il Borough Market è un mercato all'ingrosso e al dettaglio di generi alimentari situato nel distretto di Southwark, Londra, Regno Unito.
Si tratta di uno dei più grandi al mondo nel suo genere ed è considerato tra quelli di migliore qualità del paese, con una grande varietà di merci provenienti da tutto il mondo.
Tre terroristi responsabili dagli attacchi di Londra del giugno 2017 si sono recati all'interno del mercato, dove hanno attaccato più persone con coltelli prima di essere uccisi dalla polizia armata. L'aggressione al Borough Market è avvenuto, dopo che gli attaccanti sul London Bridge.